# Zofia Butrym
Zofia Butrym (ur. 27 kwietnia 1927 w majątku Polesie koło Poniewieża, zm. 17 czerwca 2017 w Londynie) – polska socjolog, specjalistka w dziedzinie pracy socjalnej.

## Życiorys
W czasie II wojny światowej, od 1941 do 1944, pełniła funkcję łączniczki i sanitariuszki w oddziałach Armii Krajowej na terenie Litwy. Po zakończeniu wojny pozostała na emigracji w Wielkiej Brytanii. 
W 1949 ukończyła London School of Economics. Od 1958 do 1987 była wykładowcą na tej samej uczelni. Od 1971 do 1978 pełniła tam funkcję dziekana Wydziału Nauk Społecznych. Pracowała też dla Organizacji Narodów Zjednoczonych (1960-1968), będąc ekspertem pracy socjalnej. 
Doktoryzowała się w 1992 z socjologii i tego samego roku została profesorem Wydziału Nauk Społecznych Polskiego Towarzystwa Naukowego na Obczyźnie. Była też członkiem zarządu PTNO. Pisała prace naukowe z zakresu pracy socjalnej i socjologii. Interesowała się interdyscyplinarnością socjologii zdrowia, choroby i medycyny. Zmarła w Londynie. 